# Martin Formanack
Martin Formanack (Alemanya, 1 de desembre de 1866 – Saint Louis, 1 de novembre de 1947) va ser un remer alemany de naixement i estatunidenc d'adopció que va competir a primers del segle xx.
El 1904 va prendre part en els Jocs Olímpics de Saint Louis, on va guanyar la medalla de plata en la prova de quatre sense timoner del programa de rem, formant equip amb Frederick Suerig, Charles Aman i Michael Begley.